# 1993 في سوريا
فيما يلي قوائم الأحداث التي وقعت خلال عام 1993 في سوريا.
حامد الجوفان رجل أعمال سوري

## أفلام
من الأفلام التي صدرت هذه السنة في سوريا:
- 1 يناير – الكومبارس من إخراج نبيل المالح.

## مواليد

### يناير
- 1 يناير – حسين جويد لاعب كرة قدم سوري.
- 1 يناير – حميد ميدو لاعب كرة قدم سوري.
- 1 يناير – نصوح النكدلي لاعب كرة قدم سوري.
- 10 يناير – خالد المبيض لاعب كرة قدم سوري.
- 15 يناير – عمرو جنيات لاعب كرة قدم سوري.

### فبراير
- 16 فبراير – مؤيد العجان لاعب كرة قدم سوري.

### مايو
- 14 مايو – يوسف قلفا

### سبتمبر
- 11 سبتمبر – ساطع عبد الناصر

## وفيات

### يناير
- 1 يناير – نهاد قلعي (مواليد 1928)

### أغسطس
- 19 أغسطس – صلاح جديد (مواليد 1926) سياسي سوري.